# 最勝院 (春日部市)
最勝院（さいしょういん）は、埼玉県春日部市にある真言宗智山派の寺院。

## 歴史
創建年代は不明である。1504年（永正元年）に奝尊が当寺に移った。奝尊は武蔵国埼玉郡慈恩寺村（現・さいたま市岩槻区慈恩寺）の慈恩寺の僧侶であったが、この年に当寺に移り、「最勝院」と称することになった。慈恩寺も奝尊も天台宗の所属であり、当初は天台宗の寺院であったが、その後に真言宗智山派に転宗した。その後の江戸時代初期に俊弘によって中興された。
1899年（明治32年）の火災で本尊を除く建物が全焼した。本尊の千手観音も大工によって救出されたが、台座は運び出せずに焼失した。

## 交通アクセス
- 春日部駅より徒歩10分。